# Sytno
Sytno (en allemand : Sittna) est une commune du district de Tachov, dans la région de Plzeň, en République tchèque. Sa population s'élevait à 242 habitants en 2022.

## Géographie
Sytno se trouve à 4 km au sud-est du centre de Stříbro, à 30 km à l'est-sud-est de Tachov, à 44 km à l'ouest-sud-ouest de Plzeň et à 128 km à l'ouest-sud-ouest de Prague.
La commune est limitée par Vranov au nord, par Sulislav au nord-est, et par Stříbro au sud-ouest, au sud et à l'ouest.

## Histoire
La première mention écrite de la localité date de 1115.

## Galerie

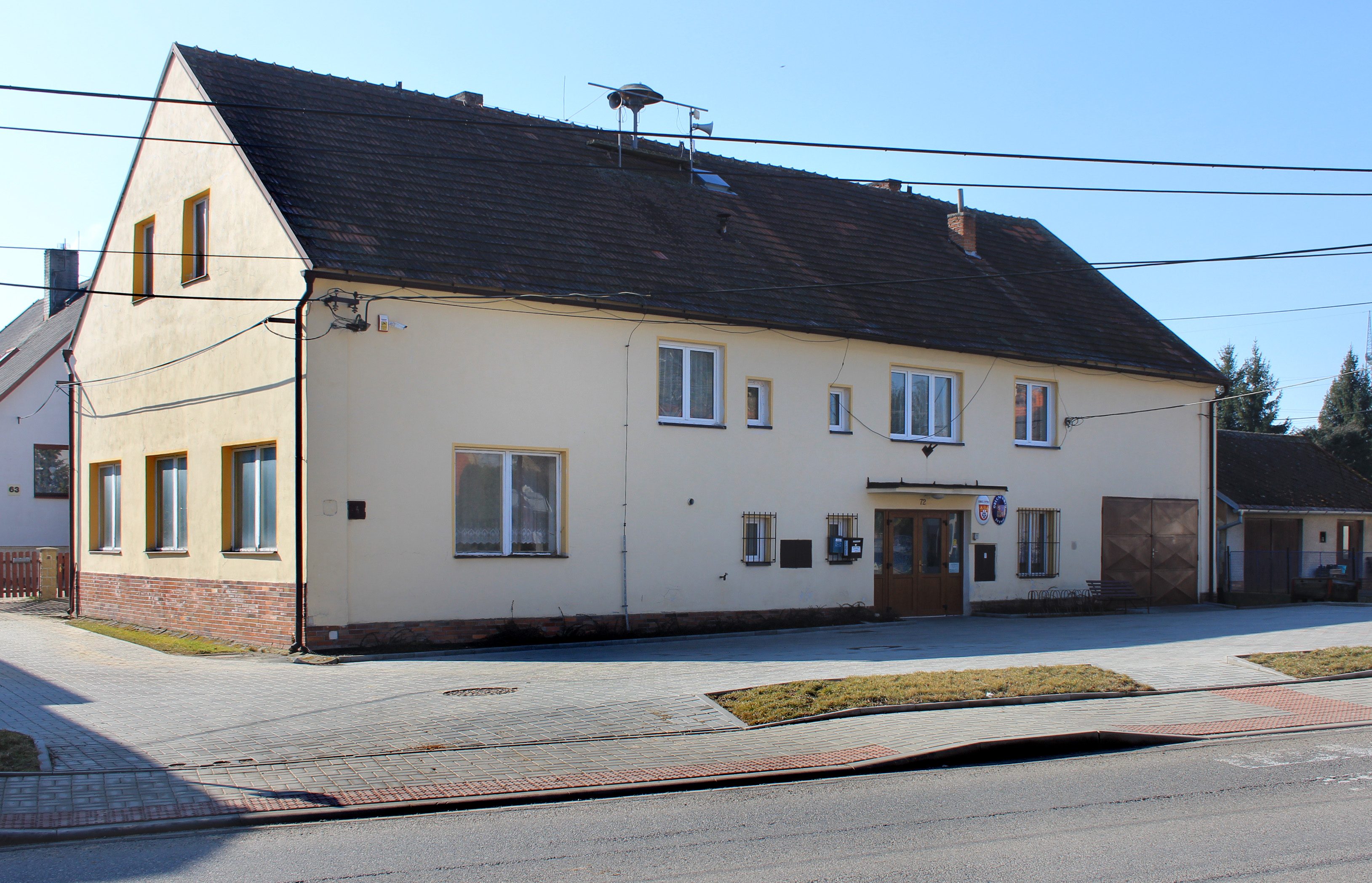
Sytno : la mairie.
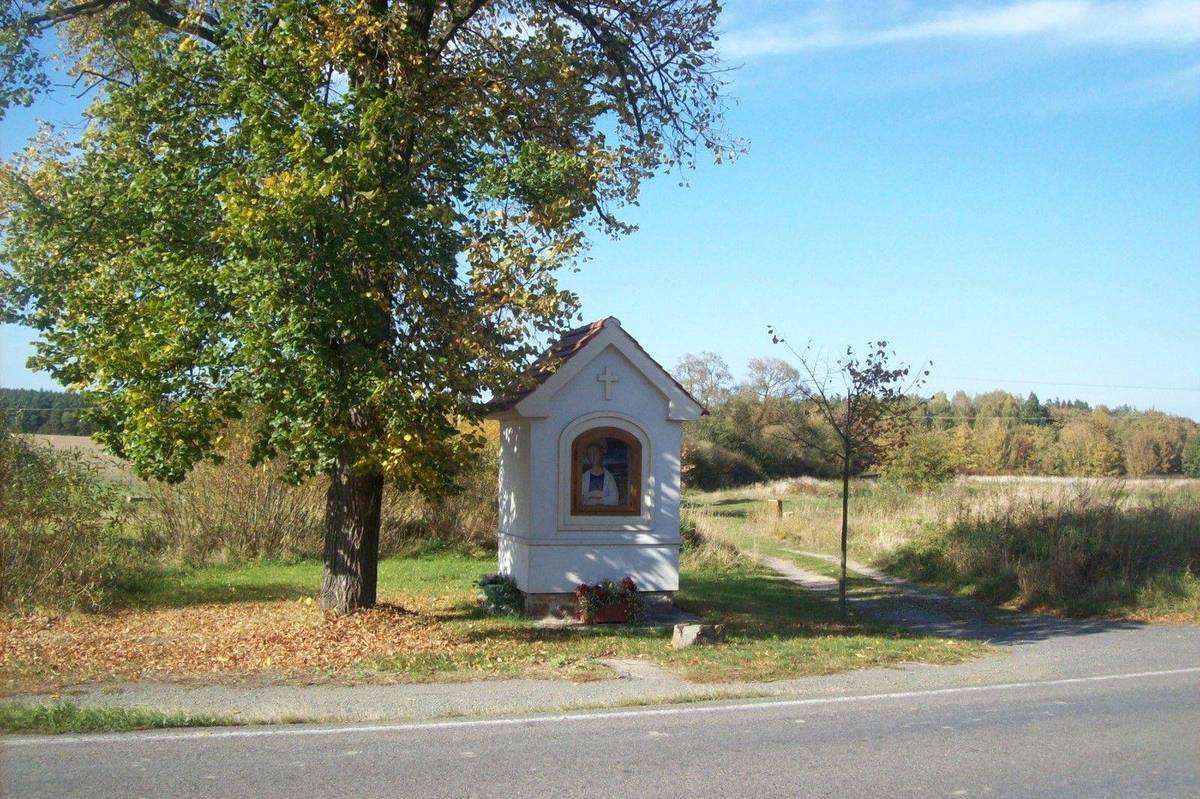
Chapelle.

## Transports
Par la route, Sytno se trouve à 4 km de Stříbro, à 27 km de Plzeň, à 35 km de Tachov et à 127 km de Prague.